# Paso de la Vía
Paso de la Vía är en ort i Mexiko.   Den ligger i kommunen San Andrés Tuxtla och delstaten Veracruz, i den sydöstra delen av landet, 400 km öster om huvudstaden Mexico City. Paso de la Vía ligger 126 meter över havet och antalet invånare är 363.
Terrängen runt Paso de la Vía är kuperad åt nordost, men åt sydväst är den platt. Runt Paso de la Vía är det ganska glesbefolkat, med 47 invånare per kvadratkilometer. Närmaste större samhälle är San Andres Tuxtla, 14,5 km norr om Paso de la Vía. Omgivningarna runt Paso de la Vía är en mosaik av jordbruksmark och naturlig växtlighet.